# Дабани, Пасьянс
Пасья́нс Дабани́ (псевдоним, имя при рождении — Мари́ Жозефи́н Нка́ма) (фр. Patience Dabany; фр. Marie Josephine Nkama) также известна как Жозефин Бонго, род. 22 января 1944, Браззавиль, Республика Конго) — габонская певица и барабанщица, в прошлом — первая леди Республики Габон.

## Биография
Родители Дабани были выходцами из народности батеке в регионе Верхнее Огове на юго-востоке Габона.
Дабани выросла в музыкальной семье и рано начала петь под аккомпанемент аккордеона отца, а её брат играл на гитаре. Оттуда её путь привёл к церковному хору в Браззавиле и к традиционным песенным выступлениям. Её мать была традиционной певицей.
В 1958 году познакомилась с Альбером Бернаром Бонго, молодым студентом из Габона, который в 1967 году стал президентом Габона, а в 1973 году, приняв ислам, сменил имя на Омар. 31 октября 1959 года в возрасте 15 лет вышла за него замуж.
В 1986 году она и Омар Бонго развелись.
Мари Жозефина Нкама начала карьеру в качестве профессионального музыканта-исполнителя. Её новым сценическим именем стало Пасьянс Дабани.
У Пасьянс Дабани есть сын Али Бонго Ондимба, президент Габона (2009—2023), и была дочь Альбертин-Амисса Бонго (1964—1993).
В декабре 2023 года генеральный прокурор Либревиля объявил о судебном разбирательстве за «оскорбительные высказывания» после оскорбительных высказываний Пасьянс Дабани в адрес президента переходного периода Бриса Олиги Клотера Нгема.